# Verehrung
Eine Verehrung ist eine ehrerbietige Form der Liebe. Vergleichbare Begriffe sind „(mit Liebe verbundene) Hochschätzung“ oder „Bewunderung“. In diesen Zusammenhängen ist ein Verehrer ein „Bewunderer“, aber auch ein „Liebhaber“.
Der Begriff Kult kann auch mit Verehrung umschrieben werden. Verehrung ist insofern auch das Erweisen kultischer Ehrungen. Daher findet sich Verehrung als Wortbestandteil in zahlreichen Zusammensetzungen (Komposita) im kultischen und religiösen Kontext:
- Ahnenverehrung, ein ritueller Kult, bei dem tote Vorfahren verehrt werden
- Bilderverehrung, eine religiöse bildliche Darstellung sowie die damit verbundene Verehrung dieser Bilder
- Heiligenverehrung, die Verehrung einzelner Menschen, von denen man annimmt, dass sie zur Heiligkeit berufen waren
- Marienverehrung, die Verehrung Marias, als der Mutter Jesu Christi
- Reliquienverehrung, Verehrung eines Körperteils oder Teil des persönlichen Besitzes eines Heiligen
- Totenverehrung, die Hochschätzung oder Verehrung von Verstorbenen